# Svartörad honungsstare
Svartörad honungsstare (Manorina melanotis) är en fågel i familjen honungsfåglar inom ordningen tättingar.

## Utseende och läten
Svartörad honungsstare är en medelstor (23–26 cm) grå honungsfågel med svart ögonmask från näbben till örontäckarna. Ovansidan är grå med olivgula kanter på vingpennorna och yttre stjärtpennorna. På huvudet syns förutom ögonmasksen ett mörkgrått mustaschstreck, gul näbb och gul bar hud bakom ögat. Den är grå på hakan och övre delen av strupen, fläckad på bröstet och vit på buken. Nära släktingen gulstrupig honungsstare har vitspetsad stjärt och vitaktig övergump. Hybrider dem emellan är ljusa längst ut på stjärten samt ljusgrå på övergump och mustaschstreck. Lätet består av olika hårda och tjattrande ljud.

## Utbredning och systematik
Svartörad honungsstare är endemisk för mallee i södra Australien. Tidigare behandlades den som underart till gulstrupig honungsstare och vissa gör det fortfarande.

## Status
IUCN kategoriserar arten som starkt hotad.